# Észak-kaukázusi Gazdasági Körzet

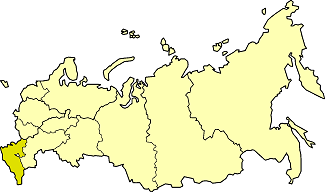
Az Észak-kaukázusi Gazdasági Körzet fekvése

Az Észak-kaukázusi Gazdasági Körzet (orosz nyelven: Северо-Кавказский экономический район, Szevero-Kavkazszkij ekonomicseszkij rajon), Oroszország 11 gazdasági körzetének egyike.
Oroszország területének 2%-ára terjed ki, de itt él az ország népességének 12%-a. Az Oroszországi Föderáció alábbi szubjektumai alkotják:
1. Adigeföld
2. Csecsenföld
3. Dagesztán
4. Észak-Oszétia
5. Ingusföld
6. Kabard- és Balkárföld
7. Karacsáj- és Cserkeszföld
8. Krasznodari határterület
9. Rosztovi terület
10. Sztavropoli határterület

## Földrajzi áttekintés
Az európai országrész legdélebbi gazdasági körzete a Kaukázus északi vidékét és előterét foglalja magában. Nyugaton az Azovi- és a Fekete-tenger, délkeleten a Kaszpi-tenger, délen a hegység fővonulatai alkotják a természetes határt.
Északi részét az Azovi-tengerbe torkolló Don legalsó szakasza szeli át, melynek partján fekszik a körzet milliós lélekszámú nagyvárosa, Rosztov-na-Donu. A Don-vidék száraz sztyeppjeit délebbre a Sztavropoli-hátság dombvidéke váltja fel, attól délre a Kaukázus előhegyei és hegyláncai húzódnak. Az 5000 m fölé is emelkedő hegycsúcsok közül legmagasabb az Elbrusz.
A gleccserek által táplált és a Fekete-tengerbe ömlő folyók közül legnagyobb a Kubány, a Kaszpi-tengerbe torkollók közül leghosszabb a Kuma, de a legnagyobb vízgyűjtő területtel a Tyerek rendelkezik.
A nyár – a magashegységi régiók kivételével – forró. A téli hőmérsékletek a körzeten belül nagy eltérést mutatnak, a legenyhébb a Fekete-tenger partja. A csapadék mennyiségét és eloszlását a közép-ázsiai eredetű száraz és a Fekete-tenger felől nedves légtömegeket szállító szelek alakítják.

## Gazdaság
Észak-Kaukázus kisebb köztársaságokra szabdalt, soknemzetiségű vidéke a Szovjetunió felbomlása utáni időkben sok megpróbáltatáson ment keresztül, városainak és gazdaságának egy részét háborúk tették tönkre vagy zilálták szét.
Az energiahordozók közül Groznij, Majkop városok környékén helyi viszonylatban számottevő mennyiségű kőolajat, a Sztavropoli-hátságon földgázt termelnek ki. Észak-Kaukázusban kisebb mennyiségben réz-, cink-, ólom-, molibdén-, wolframlelőhelyek is vannak. Északnyugaton, a Donyec-medence ide átnyúló szélén értékes feketeszenet bányásznak. A természeti értékek között külön említhetők az országszerte híres hévizek és ásványvízek, valamint a Fekete-tenger partjának üdülőövezetei.
A körzet nehézipari gépgyártása elsősorban a Rosztovi területen összpontosul. Rosztov-na-Donu városban bányagépeket, elektrotechnikai berendezéseket és műszereket, repülőgépeket, helikoptereket, mezőgazdasági gépeket (kombájnokat) készítenek. Taganrogban acélcsöveket, valamint repülőgépeket és hidroplánokat állítanak elő; a város régi kombájngyárát a századfordulón autógyárrá alakították át (TagAZ), ahol Hyundai személykocsik és autóbuszok összeszerelését végzik. Szintén a Rosztovi területen, Novocserkasszkban van az ország egyik legnagyobb villamosmozdony-gyára. A Cimljanszki-víztározó partján fekvő Volgodonszkban atomerőművi berendezések készülnek, ugyanitt atomerőmű üzemel (második blokkját 2009 decemberében helyezték üzembe). A vegyipar helyi alapanyagokra épült, a kőolajat és a földgázt Sztavropol, Krasznodar, Nyevinnomisszk (műtrágyagyártás) vegyikombinátjaiban dolgozzák fel.
A körzet mezőgazdasága és élelmiszeripara országos viszonylatban is kiemelkedő. A Don-vidék sztyeppjein nagy területeken vetnek kenyérgabonát, főleg búzát. A Kubáni-alföldön és a Tyerek deltájában kedvező feltételei vannak a rizstermelésnek. Ebben a gazdasági körzetben termelik meg a legtöbb rizst és a legtöbb kukoricát, egyedül itt termesztenek nagy mennyiségben teát (Krasznodar környékén) és citrusféléket. A hosszú nyár és a sok napsütés különösen kedvez a szőlő- és gyümölcstermelésnek, valamint az ezen alapuló boriparnak, üdítőital- és pezsgőgyártásnak.
Az állattenyésztést a takarmánynövények vetése és a gazdag legelők segítik. Az északi területeken főleg szarvasmarhát tartanak, a délebbre fekvő hegyes vidéken vezető szerepe és nagy hagyománya van a juhtenyésztésnek, a hegyvidéken pásztorkodást folytatnak. Az itt megtermelt gyapjú fontos exportcikk.
A körzet hévizei miatt a gyógyturizmus, vadregényes hegyei és magasba törő hegycsúcsai miatt a kirándulók és az alpinisták kedvelt célpontja. A Fekete-tenger keskeny parti sávján kialakult üdülőhelyei (Szocsival az élen) az ország legkedveltebb idegenforgalmi létesítményei közé tartoznak.

## Lásd még
- Oroszország közigazgatási beosztása